# تايلاند في دورة الألعاب الآسيوية 1974
شَارَكَتْ تايلاند في دورة الألعاب الآسيوية 1974 في طهران بالفترة المُمتدَّة من 1 حتى 16 سبتمبر 1974. أنهت تايلاند الألعاب بـ 14 ميدالية إجمالًا، بما في ذلك 4 ميداليات ذهبية. احتلَّت تايلاند المرتبة الثامنة في جدول الميداليات.